# آخیم اشتادلر
آخیم اشتادلر (انگلیسی: Achim Stadler؛ زادهٔ ۲۷ اوت ۱۹۶۱) دوچرخه‌سوار اهل آلمان است.